# Sexvärt krom
Sexvärt krom, alternativt hexavalent krom eller krom VI är grundämnet krom som befinner sig i oxidationstillståndet 6. 

## Framställning
Omkring 136 000 ton av sexvärt krom producerades 1985.

## Användning
Sexvärt krom används för att göra rostfritt stål, textilfärger, träskydd, korrosionsskydd, omvandlingsbeläggningar och en mängd nischade användningsområden.